# José Muñoz Congost
José Muñoz Congost també conegut com a Xaume d'Ost (Melilla, 21 de juliol de 1918 - Llemotges, 18 de maig de 1996) fou un mestre racionalista i militant anarcosindicalista espanyol, exiliat del franquisme.

## Biografia
De jovenet va establir a Alacant,on es va afiliar a les Joventuts Llibertàries i a la CNT amb el seu amic Benjamín Cano Ruiz. L'inici de la guerra civil espanyola el va trobar estudiant magisteri, i fou un dels promotors de la Federació Ibèrica d'Estudiants Revolucionaris (FIER), patrocinada per la FIJL responsable de les Missions Culturals de la Federació Universitària d'Estudiants (FUE) i membre de la Federació Estudiantil de Consciències Lliures (FECL).
Quan estava a punt de graduar-se com a mestre el 1937 fou cridat per fer de mestre a l'Escola Racionalista d'Alacant, amb Carmen Bernabeu, Matilde Forner i Modestro Izquierdo, entre d'altres. També s'encarregà de la publicació Liberación (Alacant, 1937-1939) i Anarquia (1937).
En acabar la guerra civil va poder embarcar-se al darrer vaixell Stanbrook que salpà d'Alacant fins a Orà, on fou internat al camp de concentració de Hadjerat M'Guil, i després a Camp Morand (Ksar el Boukhari, afores d'Alger) per les autoritats colonials franceses. Després de l'alliberament de França es va establir a Alger, on el 1946 dirigí Solidaridad Obrera i el 1947 secretari de les Joventuts Llibertàries al nord d'Àfrica. A començaments de la dècada de 1950 es va establir al Marroc, i en la dècada de 1960 a Casablanca, on dirigí l'associació cultural Armonía amb Juan Jimeno Montalbán, Vallés, Fernández i Vizcaíno.
El 1964 marxà a França on es va establir a Bordeus i definitivament el 1967 a Llemotges. A França començà treballant de paleta i el 1981 es jubilà com a enginyer. Va participar en la major part dels congressos i plens de la CNT de l'Exili i de l'Associació Internacional dels Treballadors (AIT). Amb Frederica Montseny i Mañé i Vicente Llansola Renau, representà el Moviment Llibertari Espanyol (MLE) al Congrés Internacional de Federacions Anarquistes de París d'estiu de 1971. El 1972 col·laborà en l'edició castellana de l'Enciclopèdia Anarquista. Entre 1972 i 1979 fou secretari de l'AIT, director del Bulletin d'Information de l'AIT i col·laborà en el butlletí de la Comissió de Relacions de la Internacional de Federacions Anarquistes (CRIFA). El 1986 fou nomenat director del setmanari anarcosindicalista Cenit. Va morir a Llemotges el 18 de maig de 1996.

## Obres
- La revolución de Octubre de 1934
- AIT: La Internacional del sindicalismo revolucionario (1976, amb altres)
- Vigencia del anarcosindicalismo (1982)
- El anarquismo en Alicante (1868-1945) (1986, amb altres)
- Del cero a la revolución social. Reflexiones y ensayo (1988)
- La AIT a través de sus congresos. El debate anarcosindicalista (1988)
- Por tierras de moros. El exilio español en el Magreb (1989)